# EXOTICA!
『EXOTICA!』（エキゾチカ）は宝塚歌劇団の舞台作品。月組公演。形式名は「ショー」。24場。作・演出は酒井澄夫。併演作品は『ハードボイルド・エッグ』。

## 公演期間と公演場所
- 1995年2月17日 - 3月27日　宝塚大劇場[2]　※阪神・淡路大震災の為、公演中止[2]
- 1995年6月2日 - 6月28日　東京宝塚劇場[1]

## 解説
※『宝塚歌劇100年史（舞台編）』の東京公演のページを参考にしている。
オリエンタルをテーマに繰り広げられるエキゾチシズム溢れるショー作品。

## スタッフ（東京）
- 作曲[3]・編曲[3]：寺田瀧雄/吉田優子/西村耕次/鞍富真一
- 振付[3]：羽山紀代美/アキコ・カンダ/藍エリナ/芹まちか
- 装置[3]：石濱日出雄
- 衣装[3]：静間潮太郎/有村淳
- 照明[3]：勝柴次朗
- 小道具[3]：万波一重
- 効果[3]：市成秀二
- 演出助手[3]：中村一徳/齋藤吉正
- 振付助手[3]：入江利明
- 装置補[3]：広森守
- 音楽指揮[3]：清川知巳
- 制作[3]：佐分孝
- 衣装生地提供[3]：日東紡績株式会社

## 主な配役（東京）
- アジアの青年、ドラゴンボーイS、スターサファイアの男、ダイヤの男、リー・クォン、金の奴隷、パレードの歌手S1 - 天海祐希[3]
- アジアの娘、夜の美女、ダイヤの女、水蓮の精S、花の歌手、金の奴隷、パレードの歌手S - 麻乃佳世[3]
- ドラゴンボーイA、ストレンジャー、ブルーダイヤの男、けしの男S、パレードの歌手S2 - 久世星佳[3]
- ドラゴンボーイA、夜の紳士A、黒ダイヤの男、ジュエリーの男、けしの男 - 真琴つばさ[3]